# Acció Perifèrica
Acció Perifèrica és una llibreria de temàtica LGBTI situada al districte de Nou Barris de Barcelona, concretament a Vilapicina i la Torre Llobeta. Va obrir les portes al públic el juny del 2022, coincidint amb el Mes de l'Orgull, amb 450 títols disponibles. Està especialitzada en transfeminisme i diversitat sexual i de gènere, i es caracteritza com un espai anticapitalista dins del barri.
Va fundar-la l'activista de Torre Baró José Antonio Martínez Vicario amb la intenció de sensibilitzar i difondre material sobre diversitat sexual i de gènere. Per això, hi organitza tallers i formacions, sobretot de cara al jovent. També el va motivar a engegar el projecte la descentralització d'aquesta mena d'establiments, que existien solament al barri de Sants i al centre de Barcelona. Amb la creació de la llibreria, pretenia omplir el buit de referents LGBTI que va tenir ell en l'adolescència. La militància activa dels seus pares va reforçar el seu desig de fer-ho: de fet, el logo va triar-lo la seva mare tres dies abans de morir. Actualment, hi treballen ell mateix i una llibretera anomenada Noelia.
El mateix 2022, la llibreria Acció Perifèrica va participar en l'Orgull de la Trini el 16 de juliol i va rebre la subvenció municipal Impulsem el que fas de Barcelona Activa.